# Фруктовый лёд
Фруктовый лёд — холодный десерт на основе замороженного сока, чая или прочих фруктовых напитков.
Для приготовления фруктового льда жидкость замораживают вокруг палочки. Часто добавляют красители. Некоторые типы фруктового льда кладут в стаканчики, без палочки.

## История
Впервые фруктовый лёд был создан в 1905 году. 11-летний Фрэнк Эпперсон из Сан-Франциско оставил стакан с содовой и деревянной ложкой на заднем дворе. В ту ночь температура упала ниже нуля, и когда Эпперсон обнаружил напиток на следующее утро, то увидел, что газированная вода в стакане замёрзла. Мальчик хотел растопить напиток, поставив его под струю горячей воды. Потянув за ложку, он вытащил замороженный напиток и съел.
Фруктовый лёд был представлен публике на Оклендском бале для пожарных в 1922 году. В 1923 году Эпперсон подал заявку на патент для «замороженного льда на палочке», который назвал Popsicle по просьбе своих детей. Пару лет спустя Эпперсон продал права на фирменное наименование нью-йоркской компании Joe Lowe Company.